# Mark-or
Pour les articles homonymes, voir Marc, Mark et Goldmark (homonymie).
Le mark-or, officiellement nommé simplement mark, en allemand Goldmark et Mark respectivement, en abrégé Mk ou ℳ -, était la monnaie de compte utilisée dans l'Empire allemand (IIe Reich) entre 1873 et 1914. Il remplaça les diverses monnaies locales dont le Vereinsthaler en usage avant l'unité allemande (1871).

## Historique
L'origine du mot mark est l'unité de masse en vigueur depuis le Moyen Âge carolingien et appelée en français le marc. Il équivalait à 233,85 grammes. En 1566, à Leipzig, le marc de Cologne servit à fonder le thaler du Saint-Empire romain germanique. 
Avant la création du mark-or, la Prusse dominait économiquement la zone géographique située en gros au nord de l'Empire austro-hongrois. À la suite de diverses réformes monétaires et économiques, dont le Zollverein, une monnaie conventionnelle d'échange en argent et dérivée du thaler fut adoptée, le Vereinsthaler. Elle pesait 16,703 57 g soit 1/14e de marc de Cologne. 
L'Empire allemand est fondé à la suite de la guerre franco-allemande de 1870 ; il vote la loi monétaire prussienne du 4 décembre 1871, instaurant le mark comme monnaie unique de l'Empire basée sur un étalon-or strict et le système décimal, puis crée par la loi monétaire allemande du 9 juillet 1873 le mark-or comme monnaie de compte et de réserve, en utilisant, d'abord les cinq milliards de francs-or versés au titre des indemnités de guerre par la France — qui lança derechef un emprunt national pour honorer ses échéances —, puis, à partir de 1890 l'or extrait des mines du Sud-Ouest africain allemand et sans doute aussi des autres colonies allemandes africaines pour augmenter la masse monétaire en pièces de monnaie divisionnaires. 
La création de cette monnaie impériale entraîna la désuétude des particularismes monétaires issus de la Kleinstaaterei allemande  (entre autres le florin d'Allemagne du nord). Cela provoqua le retrait de la circulation d'énormes masses de monnaie métal ; il fallait, pour la récupération des métaux précieux de ces espèces, mettre en place une industrie spécifique. C'est ainsi qu'en 1873, l'ancien atelier de battage de monnaie de Francfort se convertit en une société par actions : Degussa, qui, dès sa création, bénéficia d'un privilège bancaire l'autorisant à racheter les monnaies et à les refondre pour en extraire l'or et l'argent. Bientôt, la société étendit son activité à la récupération des métaux sur les alliages, les bijoux et objets précieux (notamment les dorures sur cristal et céramique). 
La nouvelle unité de compte adopta le système décimal : 1 mark = 100 pfennig. Le taux de conversion fut fixé à 3 marks pour 1 thaler.
En 1873, le taux de conversion entre le mark et l'or est fixé à 0,358 425 g d'or fin ou 5 g d'argent fin par unité.
La pièce de 20 marks en or pèse 7,965 0 grammes à 900/1000, soit 7,168 5 grammes d'or fin.
À partir de septembre 1914, du fait de la Première Guerre mondiale, le mark cesse d'être convertible en or et est remplacé par le Papiermark (mark-papier) puis, après bien des vicissitudes financières, par le Reichsmark en 1924.

## Pièces de monnaie courantes (1873-1914)
- Pfennig en bronze : 1, 2
- Pfennig en cuivre-nickel : 5, 10
- Pfennig en nickel : 20, 25
- Pfennig en argent : 20, 50
- Mark en argent : ½, 1, 2, 3, 5
- Mark en or : 5, 10 et 20

Sur l'avers des pièces d'un montant supérieur à 1 mark, l'institut d'émission allemand autorisa la frappe des portraits et titres des différents rois et princes de l'ancienne confédération germanique. 

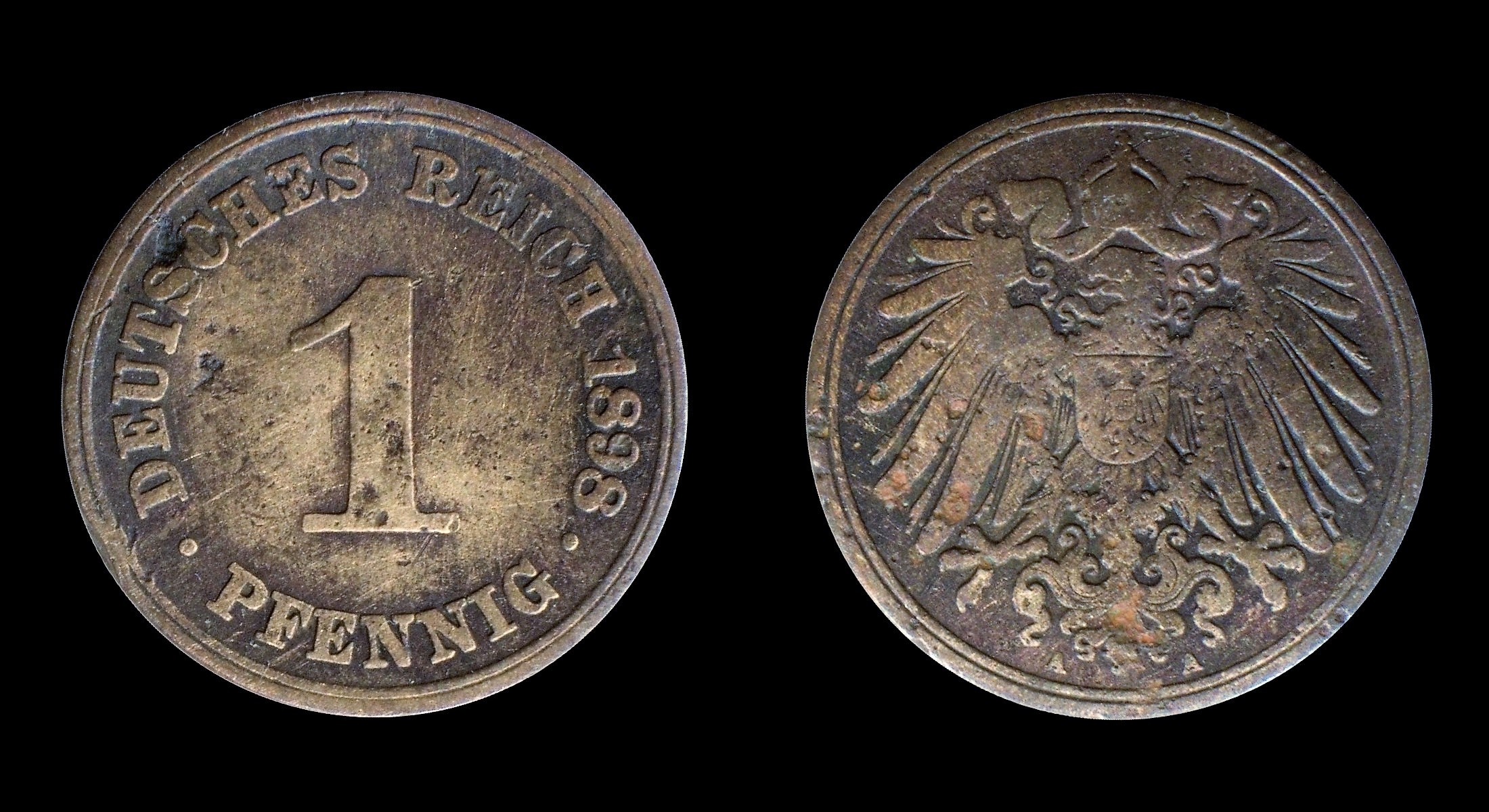
1 pfennig en bronze (1898).
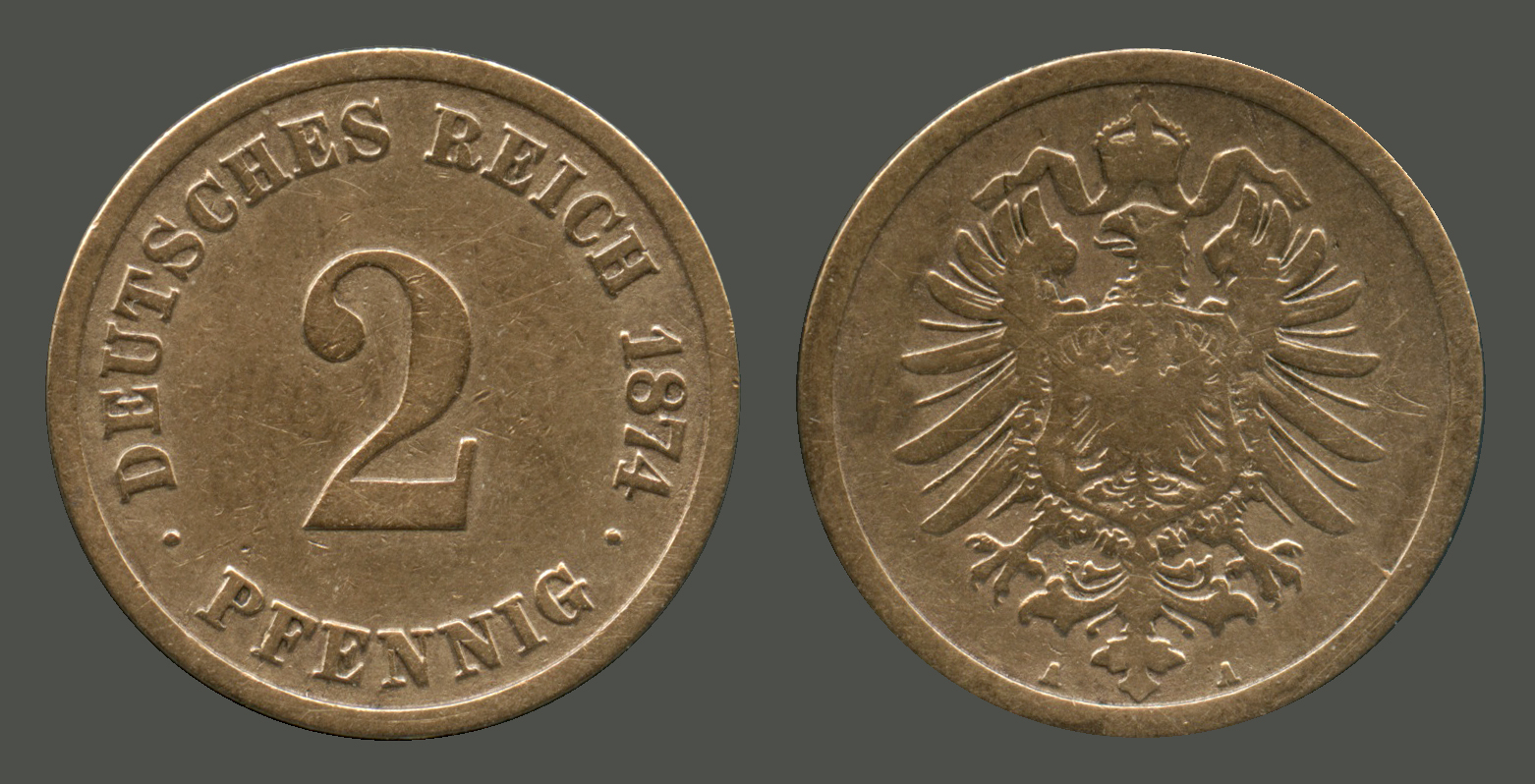
2 pfennigs en bronze (1874).
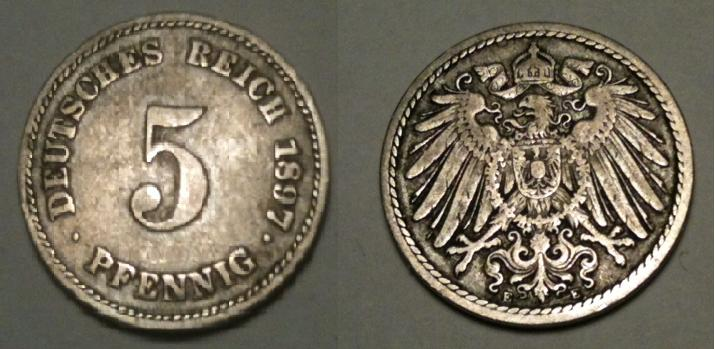
5 pfennigs en cuivre-nickel (1897).
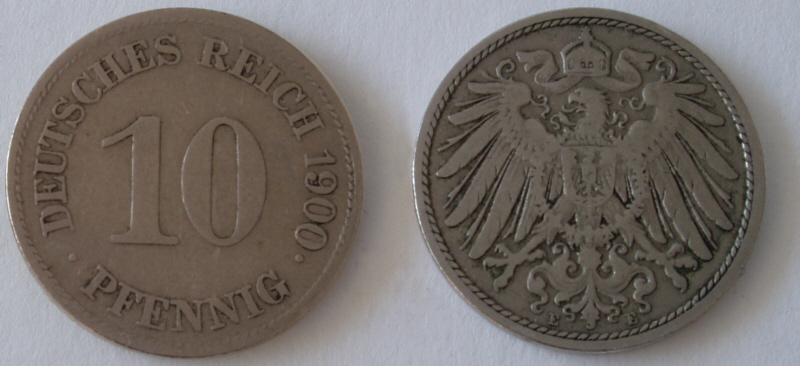
10 pfennigs en cuivre-nickel (1900).
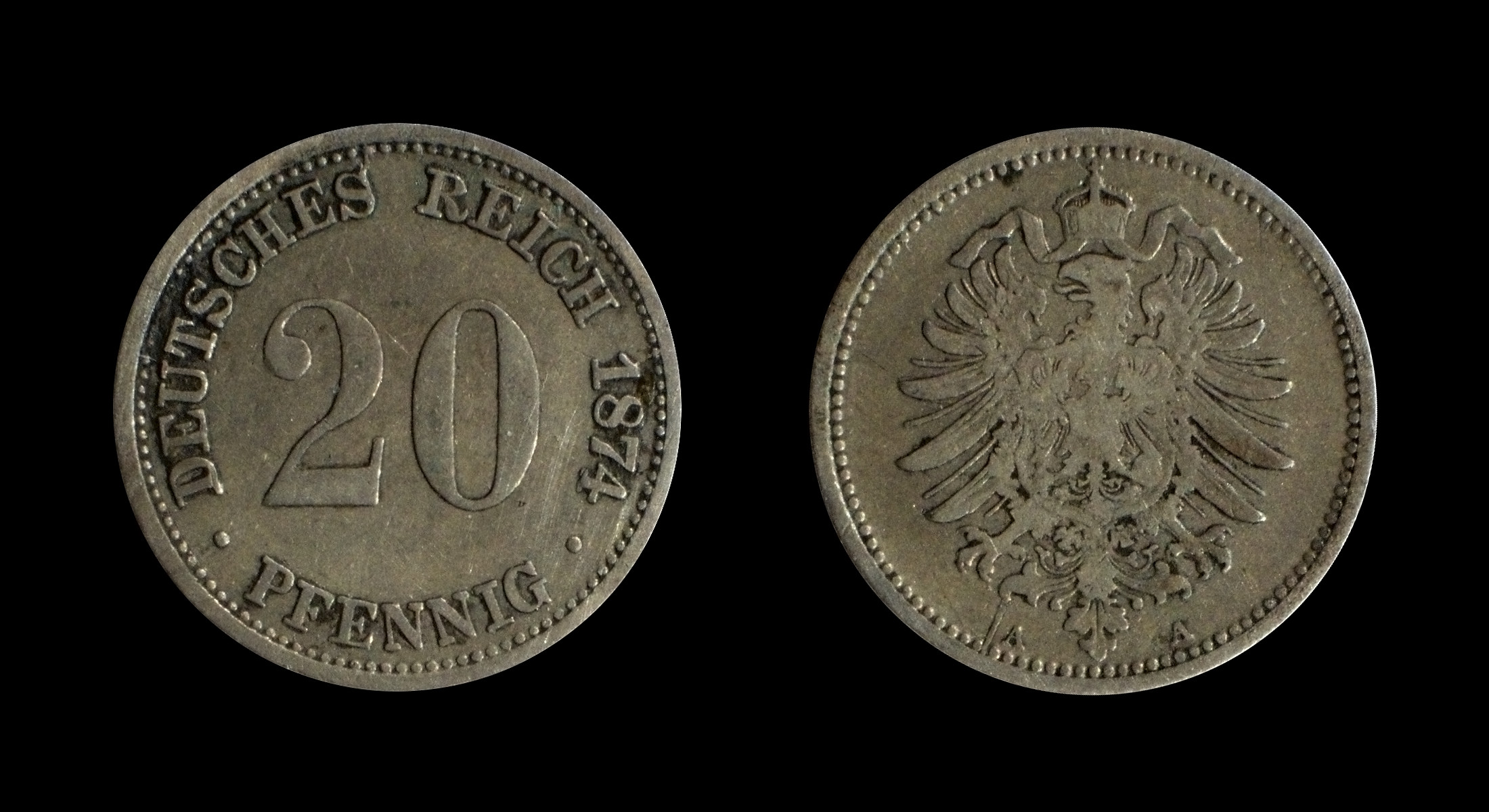
20 pfennigs en nickel (1874).
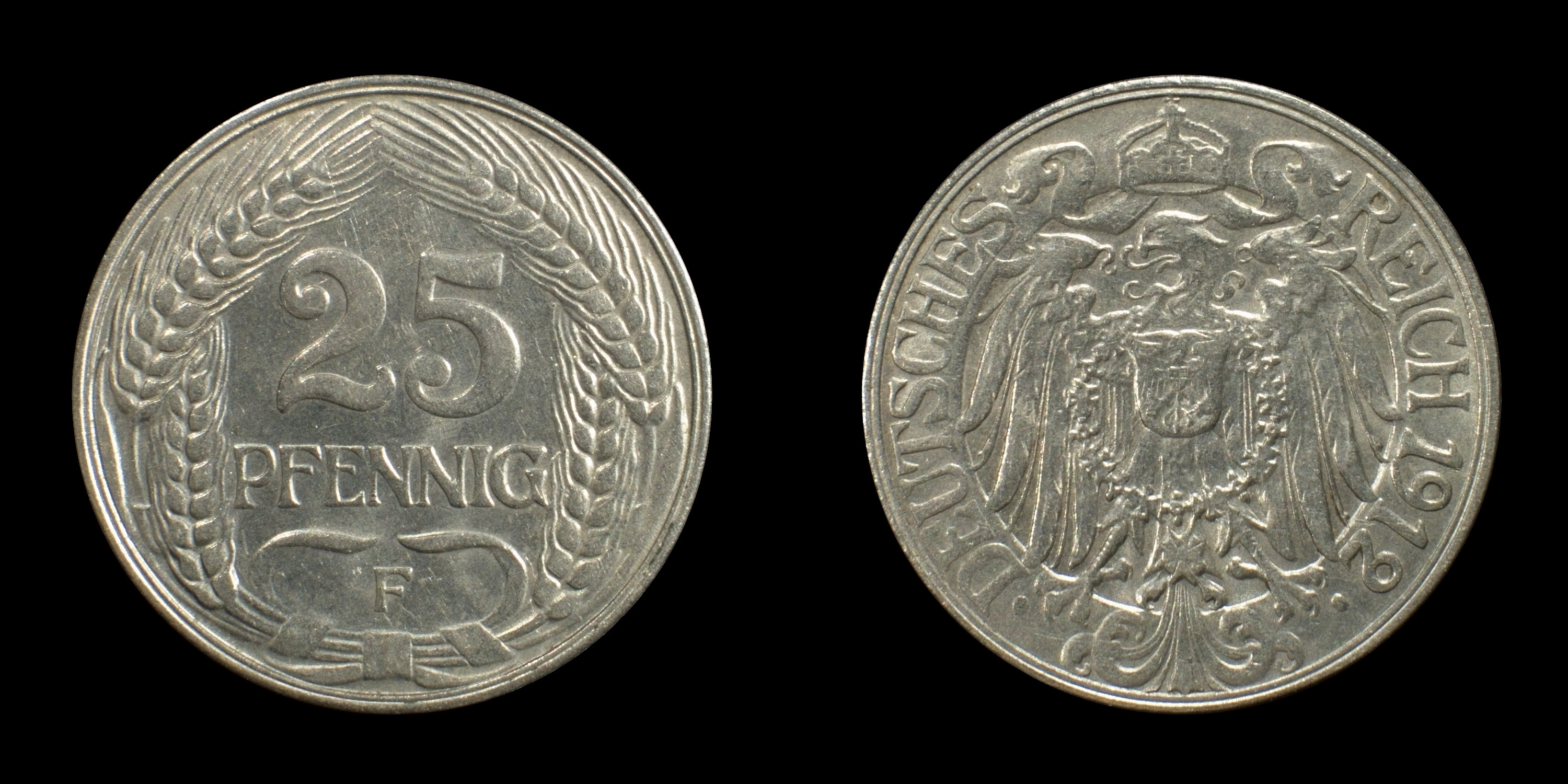
25 pfennigs en nickel (1912).
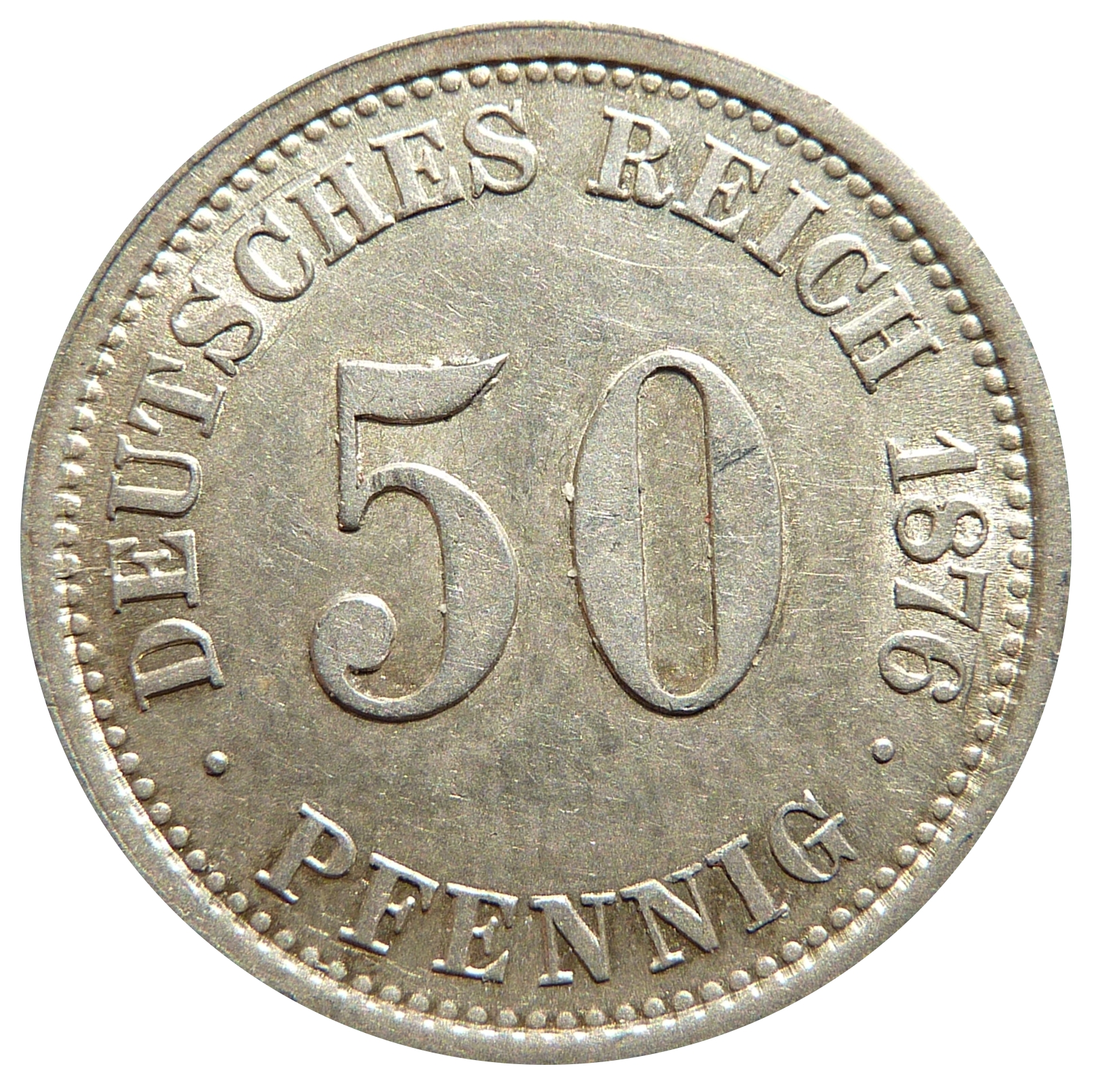
50 pfennigs en argent (1876).
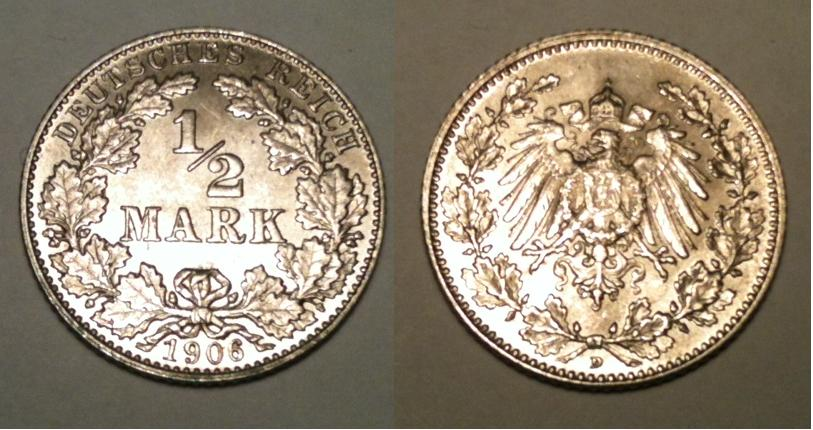
½ mark en argent (1906).
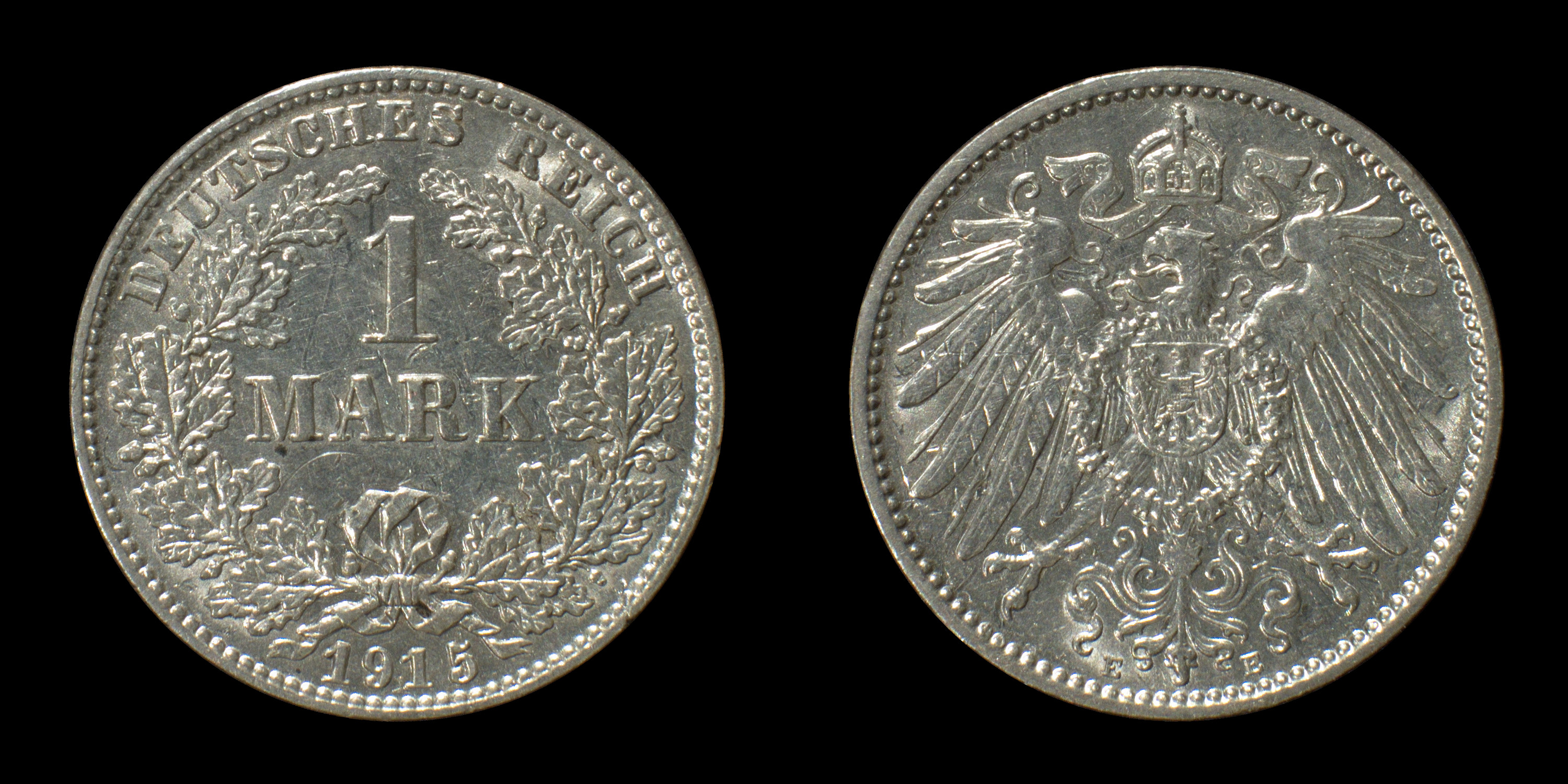
1 mark en argent (1915).
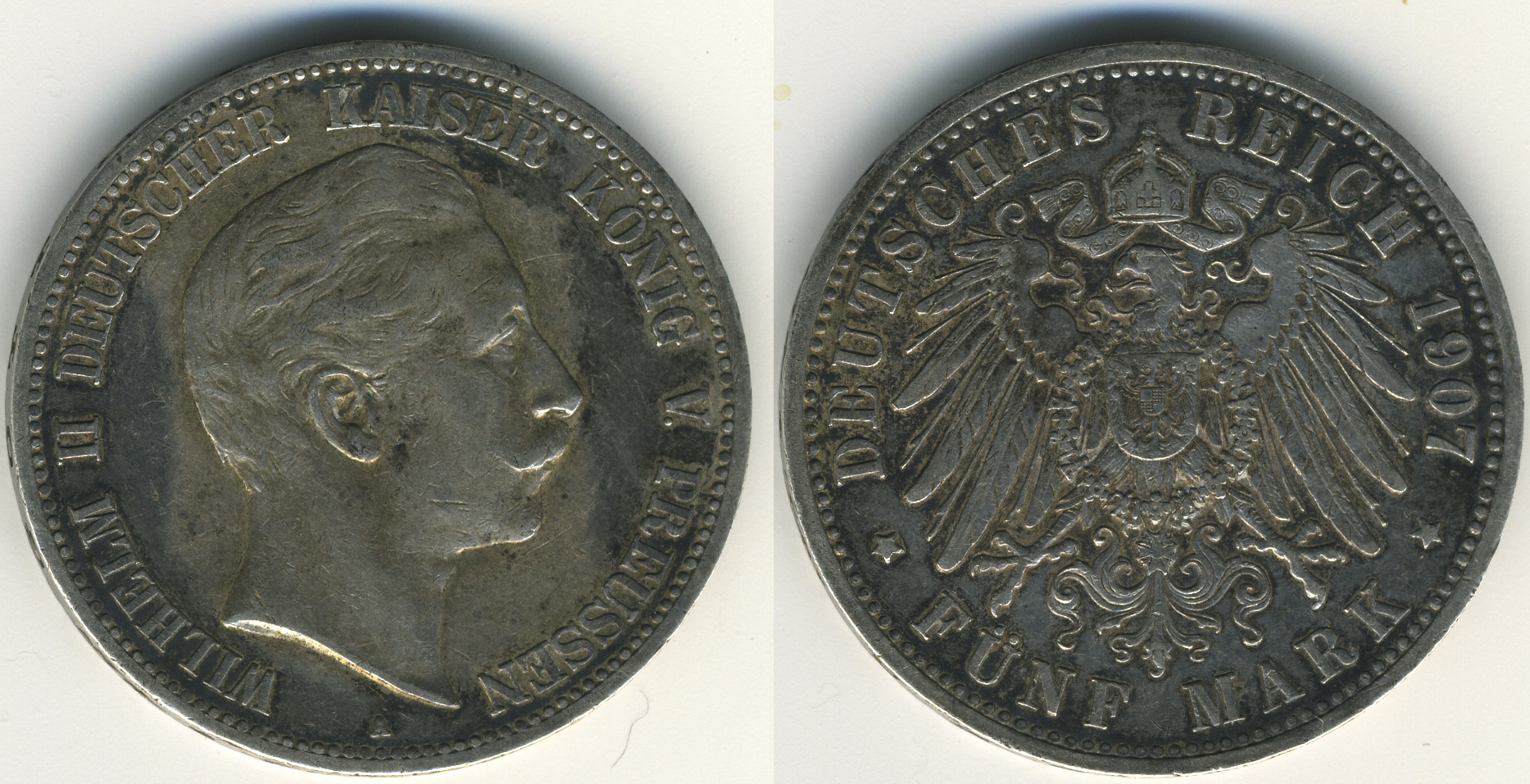
5 marks en argent avec le Kaiser également roi de Prusse (1907).
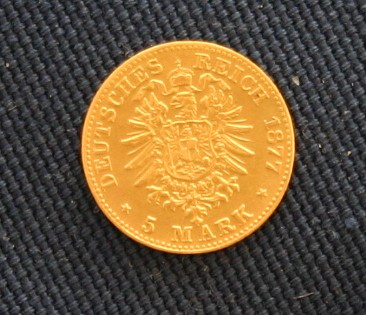
5 marks en or (1877).
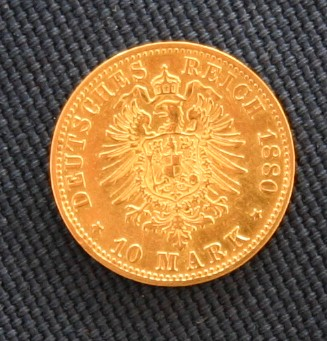
10 marks en or (1880).
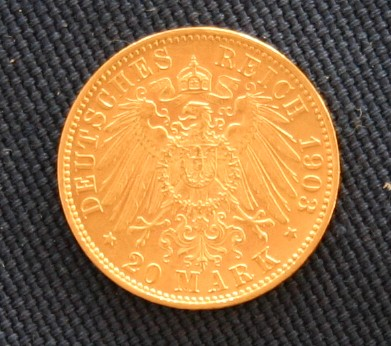
20 marks en or (1903).

## Billets de banque
L'une des dispositions de la loi monétaire de 1873 ordonne le retrait à partir du début de l'année 1876 de la monnaie-papier émise par les gouvernements des États fédérés au sein du Reich, ainsi que tous les billets exprimés suivant les anciennes unités de compte. Seuls les billets libellés en mark sont désormais autorisés.
Créée en 1875, la Reichsbank n'a pas le monopole de la création de billet de banque, et, à la différence de la Banque de France, tolère l'émission de billets (Notenbanken) dans quatre institutions régionales qui conservent leurs privilèges d'émissions. Ces régions sont le Grand-Duché de Bade, le Royaume de Bavière, le Royaume de Saxe et le Royaume de Wurtemberg
L’État allemand commence à émettre des coupures via la Reichskassenschein (billets garantis par le Trésor) dénommée par la suite la Darlehnskassenschein (billets émis par la « Caisse de l'emprunt [de guerre] » ou « Fonds alimenté par l'emprunt de guerre », l'équivalent en français de la caisse de l’Extraordinaire) à partir d'août 1914. La Reichskassenschein est l'équivalent de la caisse du Trésor public français, habilitée à fabriquer de petites coupures. Cette situation fut jugée extrêmement complexe jusqu'en 1910. La Reichskassenschein avait pour mission de gérer la dette de tous les États allemands d'avant l'unification de 1871, via un organisme appelé le Reichsschuldenverwaltung. L’apurement prendra fin vers 1900 avant de redevenir une priorité nationale en août 1914.
Émissions de la Reichskassenschein :

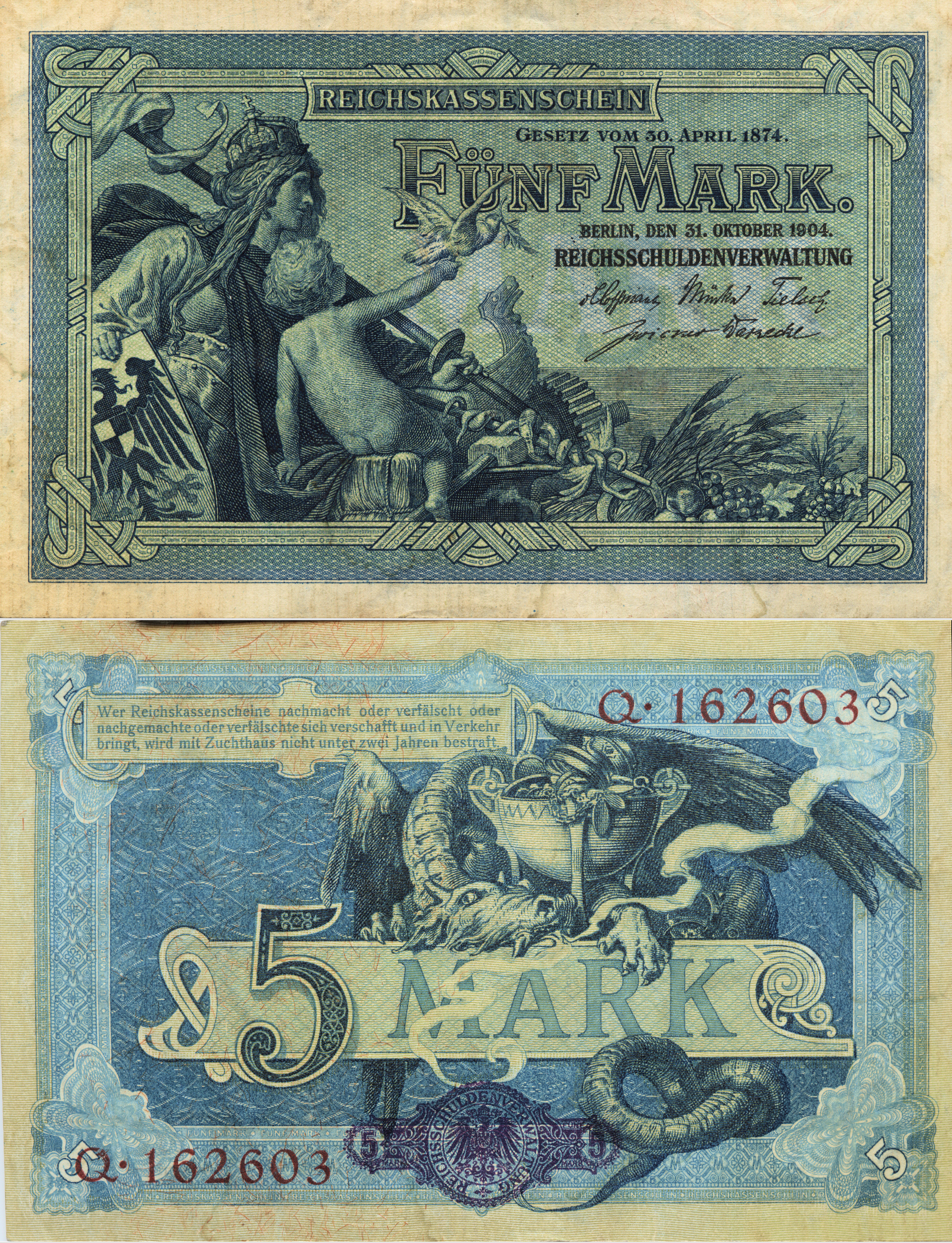
5 marks (1874).
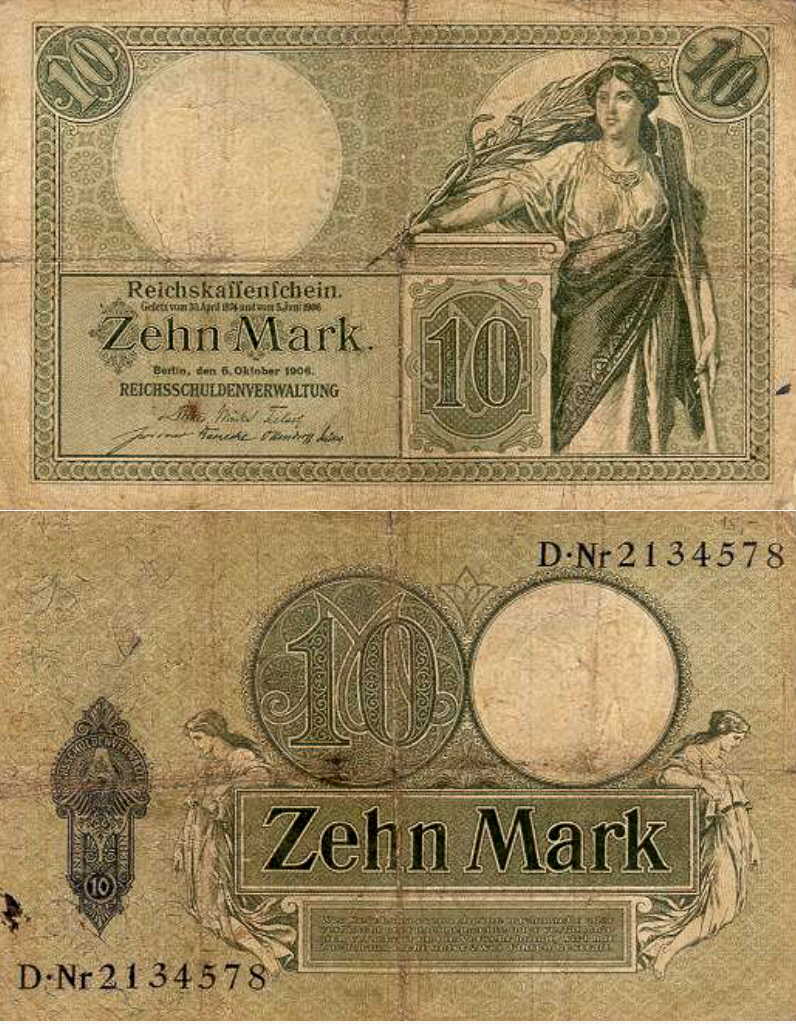
10 marks (1906).

La Reichsbank émit à partir de 1908 elle aussi des coupures garanties spécifiquement par son encaisse-or aux montants de 20, 100 et 1 000 marks (dénommés Reichsbanknoten : « billets de la Reichsbank »).
Émissions de la Reichbank (1908-1914) :

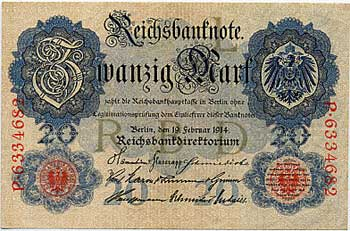
20 marks (février 1914, recto).
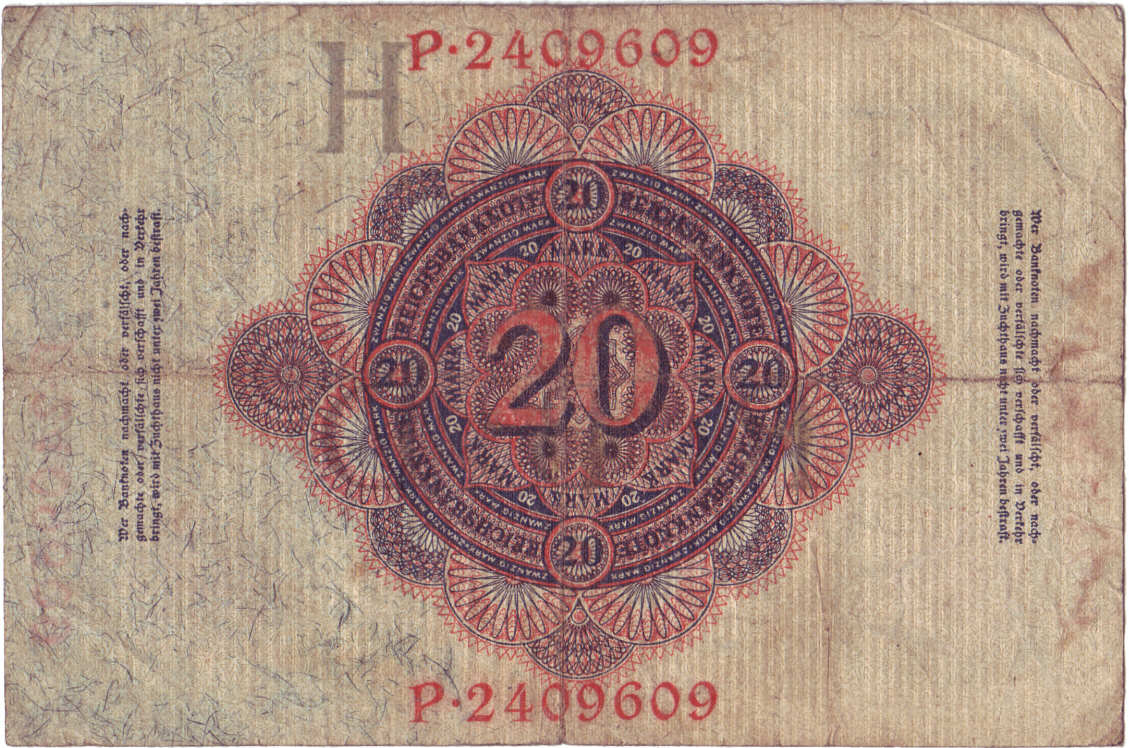
20 marks (verso).
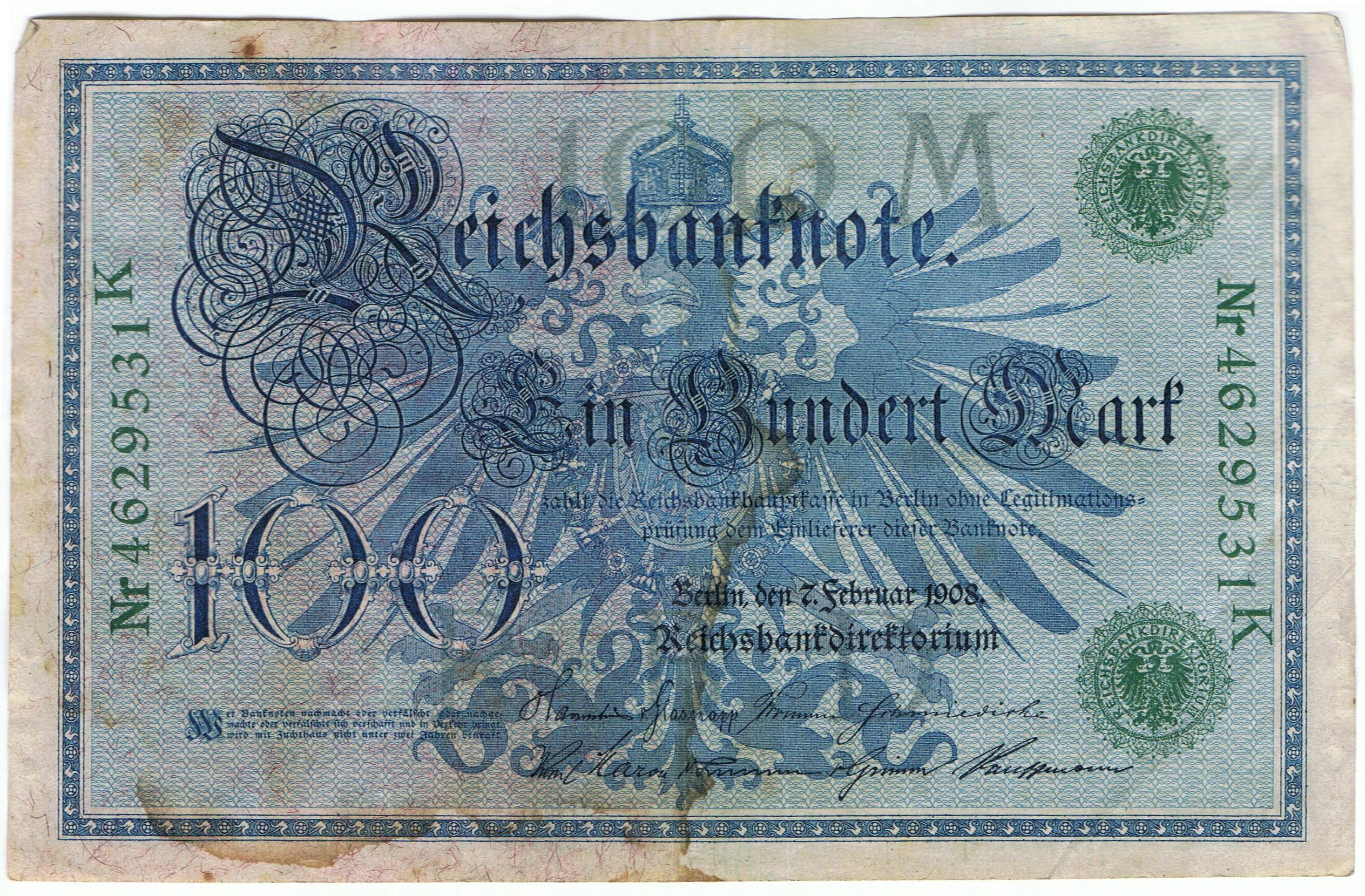
100 marks type 1908 (recto).
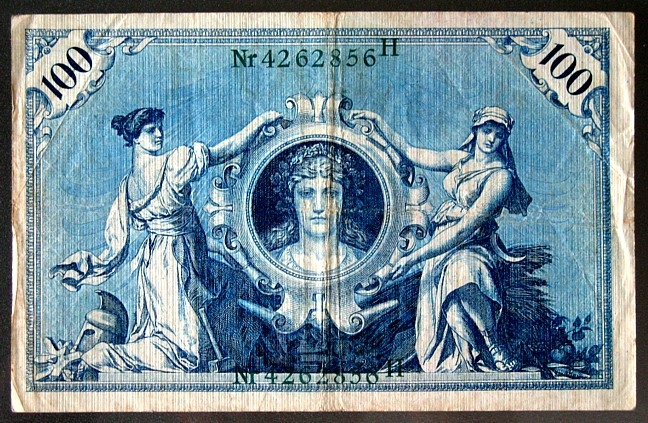
100 marks type 1908 (verso).
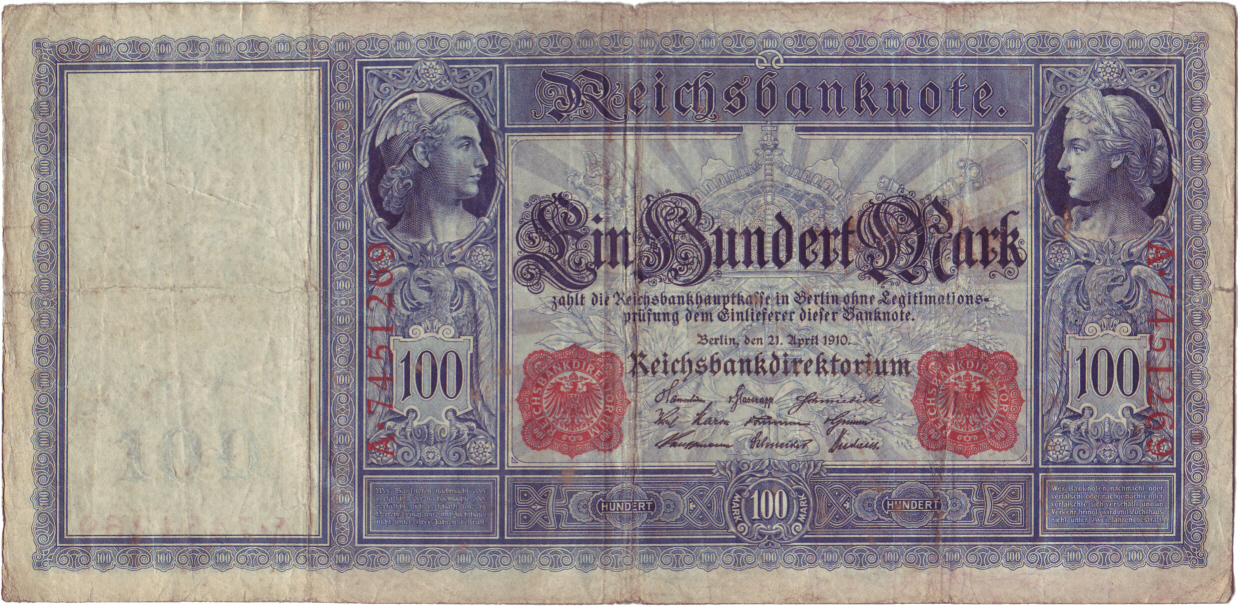
100 marks (type 1910, recto).
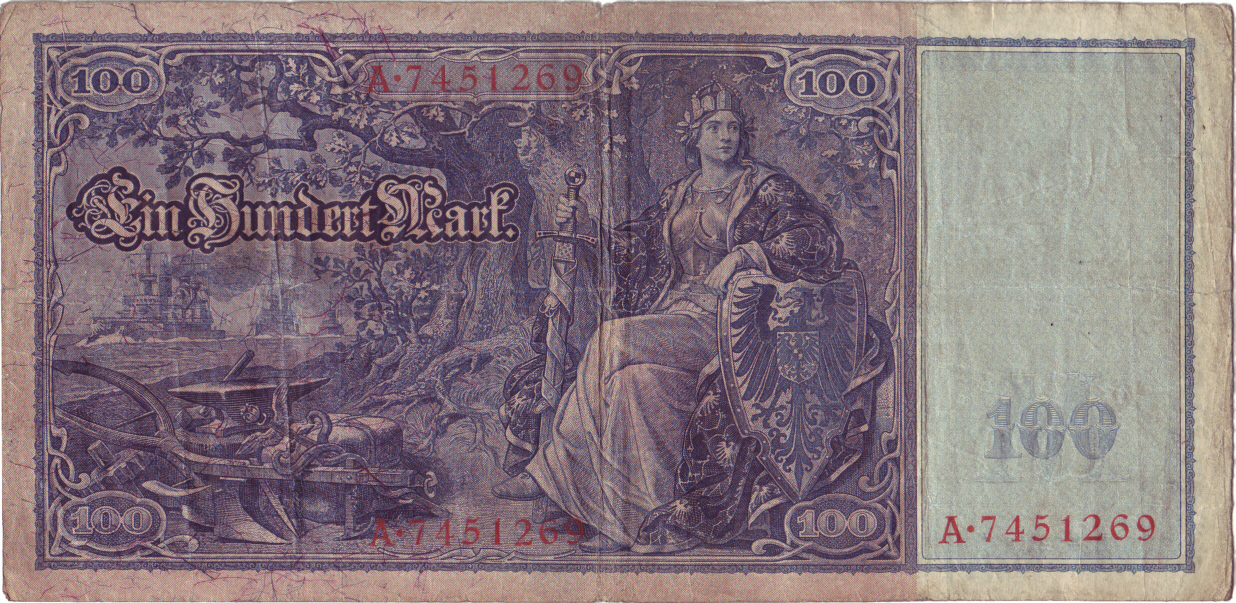
100 marks (type 1910, verso).
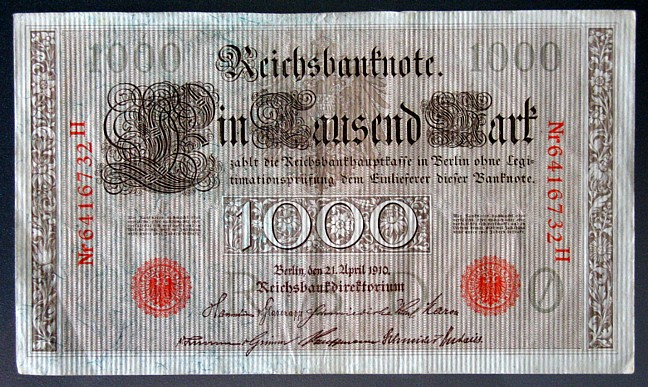
1 000 marks (1910, recto).
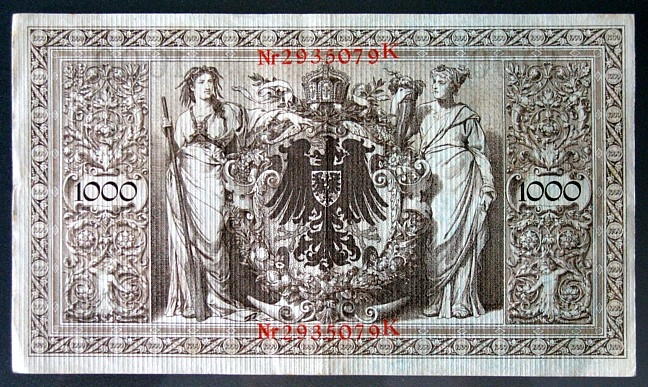
1 000 marks (verso).